# The Inside
The Inside, amerikansk TV-serie från år 2005 som lades ner samma år. 
Violent Crimes Unit (VCU), är en avdelning specialiserad på särskilt farliga brott. Den nyanställda FBI-nybörjaren Rebecca Locke (Rachel Nichols]) har en hemlighet. Som barn blev hon kidnappad och hölls fången i 18 månader, tills hon lyckades fly. Hon använder sina erfarenheter för att sätta sig in i offrets och förövarens roll. I teamet är det bara chefen Virgil "Web" Webster (Peter Coyote) som känner till hennes hemlighet.